# حوار المشرعين عبر الأطلسي
يهدف حوار المشرعين عبر الأطلسي (بالإنجليزية: Transatlantic Legislators' Dialogue)‏ المعروف اختصاراً بـ TLD إلى تقوية وتعزيز مستوى الخطاب السياسي بين المشرعين الأوروبيين والأمريكيين مع الأخذ في الاعتبار العلاقة البرلمانية الحالية كأساس لها. وهو يفعل ذلك على خلفية الاتصالات العديدة الأخرى التي أدت إلى توثيق العلاقات الأوروبية الأمريكية بشكل كبير على مستويات مختلفة. وتشمل هذه العلاقة على وجه التحديد اجتماعات القمة السنوية بين الاتحاد الأوروبي والولايات المتحدة التي أنشأها إعلان عبر الأطلسي لعام 1990، والحوار عبر الأطلسي (الأعمال والمستهلكون والبيئة والعمل) وغيرها من المبادرات.
يشكل هذا الحوار الرد الرسمي من البرلمان الأوروبي والكونغرس الأمريكي على الالتزام في جدول الأعمال عبر الأطلسي الجديد (NTA) لعام 1995، لتعزيز العلاقات البرلمانية بين الاتحاد الأوروبي والولايات المتحدة. من الناحية العملية، يتضمن الحوار الاجتماعات نصف السنوية للبرلمان الأوروبي ووفود الكونجرس الأمريكي وسلسلة من المؤتمرات عبر الهاتف، التي يتم تنظيمها حول موضوعات محددة ذات اهتمام مشترك، بهدف تعزيز الحوار المستمر وغير المنقطع.
أنشأ البرلمان الأوروبي والكونغرس الأمريكي لجنة توجيهية لتنسيق أنشطة الحوار عبر الأطلسي. كما تحافظ اللجان التوجيهية على اتصالات مع أعضاء مجموعة المستوى الأعلى، التي تتكون من مسؤولين رفيعي المستوى من المفوضية الأوروبية ورئاسة الاتحاد الأوروبي والإدارة الأمريكية.